# Jovid, Snovsk
Jovid (în ucraineană Жовідь) este localitatea de reședință a comunei Jovid din raionul Snovsk, regiunea Cernihiv, Ucraina.

## Demografie
Componența lingvistică a localității Jovid
     Ucraineană (95,73%)
     Rusă (4,27%)
Conform recensământului din 2001, majoritatea populației localității Jovid era vorbitoare de ucraineană (95,73%), existând în minoritate și vorbitori de rusă (4,27%).